# Kentriodontidae
De Kentriodontidae zijn een familie van uitgestorven tandwalvissen (Odontoceti) die voorkwam van het Oligoceen tot het Plioceen  (23,03-4,9 Ma) in –voornamelijk–  de Atlantische Oceaan, de Stille Oceaan en de voormalige Paratethyszee. De Kentriodontidae zijn nauw verwant met de huidige dolfijnen.

## Taxonomie
De familie omvat de volgende geslachten; onderverdeeld in drie onderfamilies, Kentriodontinae, Lophocetinae, en Pithanodelphinae (allen uitgestorven):
- Familie Kentriodontidae
  - Onderfamilie Kentriodontinae
    - Belonodelphis
    - Delphinodon
    - Incacetus
    - Kampholophos
    - Kentriodon (syn. Grypolithax)
    - Macrokentriodon
    - Microphocaena
    - Rudicetus
    - Tagicetus

  - Onderfamilie Lophocetinae
    - Hadrodelphis
    - Liolithax
    - Lophocetus

  - Onderfamilie Pithanodelphininae
    - Atocetus
    - Leptodelphis
    - Pithanodelphis
    - Sarmatodelphis
    - Sophianacetus (syn. Mediocris)